# Ernesto Halffter
Ernesto Halffter Escriche (Madrid, 16 gennaio 1905 – Madrid, 5 luglio 1989) è stato un compositore e direttore d'orchestra spagnolo.
Era rispettivamente fratello e zio di Rodolfo e Cristóbal Halffter, altri due importanti compositori.

## Biografia
A 13 anni inizia a comporre musica per pianoforte, ma solo quando un critico invierà una copia del suo trio per archi Homenajes (1922) a Manuel de Falla, il suo nome inizia ad uscire fuori; de Falla rimane colpito da Halffter tanto da concedergli anche delle lezioni. Ad ogni modo la loro diventa una lunga e fruttuosa amicizia, e fu proprio Halffter ad essere chiamato a completare Atlantida opera lasciata incompiuta alla morte del compositore spagnolo (1947). Il Maestro terminò l'opera durante il suo biennale soggiorno a Belgirate, pittoresca località sul Lago Maggiore, già tanto amata dall'Ottocento in poi da scrittori, poeti, pittori provenienti da tutta Europa. Altra importante e fruttuosa amicizia artistica fu quella con Salvador Dalí, che nel 1974 commissionò ad Halffter di scrivere un brano per celebrare l'inaugurazione del Museo Dalí. Ricordato anche per aver scritto musica da film (che gli valse anche una nomination all'oscar nel 1967 con L'amore stregone). Tra i suoi allievi ricordiamo Vicente Asencio e Ann-Elise Hannikainen. Ha fatto parte del Grupo de los Ocho (generazione del '27).

## Opere selezionate
- Deux esquisses symphoniques per orchestra (La chanson du lanternier; Paysage mort) (1922-1925)
- Hommages: petite suite per trio (1922)
- Sinfonietta (1925)
- Dos canciones (1927)
- Sonatina, balletto in un atto (1928)
- L'hiver de l'enfance (1928-34)
- Canciones del niño de cristal (1931-34)
- Canzone e pastorella per violoncello e pianoforte (1934)
- Amanecer en los jardines de España (1937)
- Señora (1938)
- Rapsodia portuguesa per pianoforte e orchestra (1939)
- Seis canciones portuguesas (1940-41)
- Cançao do berço (1940-41)
- Canto inca (1944)
- Seguidilla caselera (1945)
- Canción de Dorotea (1947)
- Fantasía española per violoncello e pianoforte (1952)
- Atlántida (completamento del lavoro di Manuel de Falla 1961; revisionato nel 1976)
- Canticum (1964)
- Psalmi (1967)
- Concerto per chitarra e orchestra (1969)
- Madrigalesca per chitarra (1969)
- Homage to Salvador Dalí per trombe, percussioni, tenore, pianoforte e coro misto (1974)
- Pregón (1974)

## Filmografia parziale

### Compositore
- Don Chisciotte della Mancia (Don Quijote de la Mancha), regia di Rafael Gil (1947)